# Fanika Požek
Fanika Požek (polno ime Frančiška Požek, rojena Vlašič), slovenska besedilopiska za narodnozabavno glasbo in ljudska pesnica, * 16. oktober 1947, † 13. avgust 2019.
Fanika Požek je bila ena najplodnejših in največkrat nagrajenih slovenskih besedilopisk. Napisala je več kot 700 besedil za preko 70 različnih narodnozabavnih ansamblov, predvsem je znana po besedilih za Ansambel Lojzeta Slaka. Pri svojem delu se je pogosto naslanjala na ljudsko izročilo.

## Življenje
Fanika Požek se je rodila 16. oktobra 1947 z dekliškim priimkom Vlašič. Bila je najmlajša od petih otrok in edina deklica. Odraščala je na podeželju, zato jo je ljudska pesem spremljala že vse od mladih let. Najraje je prebirala pesmi belokranjskega rojaka Otona Župančiča.
Leta 1962 so v reviji Kmečki glas objavili natečaj za mlade in neizpete besedilopisce, v katerem so jih narodnozabavni ansambli vabili k sodelovanju. Nanj se je prijavila tudi 15-letna Fanika, ki je v tistem času študirala v Ljubljani, stanovala pa je v Dravljah. Pri tem ni vedela, da živi nedaleč od Lojzeta Slaka. Na natečaj je poslala svoje besedilo z naslovom Bela krajina, ki je bilo izbrano za objavo v časopisu. Tam ga je prebral Lojze Slak in ga pozneje tudi uglasbil pod naslovom Deželica sonca in grozdja (po prvem verzu v pesmi), saj ga je naslov Bela krajina preveč spominjal na istoimensko delo skladatelja Marjana Kozine. To je bilo prvo uglasbeno besedilo Požekove. Slak ji je napisal pismo, ki ga je naslovil le z njenim imenom in priimkom ter pripisom Bela krajina. Po nekaj mesecih je pismo vendarle prispelo do naslovnice, po čemer je prišlo tudi do njenega prvega srečanja s Slakom.
Več kot deset let je bila aktivna v Društvu pesnikov slovenske glasbe, kjer je bila nekaj let podpredsednica, kasneje pa predsednica komisije za oceno besedil na novo sprejetih članov.
Z možem Nikom, s katerim sta živela v Črnomlju, sta imela hčerko Vaneso in sina Gregorja. Umrla je po težki bolezni 13. avgusta 2019. Pokopali so jo v domačih Adlešičih.

## Delo

### Besedila
Fanika Požek je veljala za eno najbolj tenkočutnih besedilopisk. Naslanjala se je na ljudsko izročilo, snov je črpala iz narave. V intervjuju septembra 2014 je povedala, da je na sprehode v naravo s seboj jemala diktafon ali beležko in svinčnik, da je vedno lahko hitro zabeležila utrnjeno idejo.
Med pesmi z njenim besedilom spadajo:
| Izvajalec                    | Naslovi pesmi |
| ---------------------------- | --- |
| Ansambel Akordi              | Najina zgodba, Rad bi jo videl, Vzemi moje sanje, Žejen sem njene ljubezni, Želim si te |
| Ansambel Andreja Bajuka      | Dekle pod staro vrbo, Nocoj sem prvič bil pri njej, Obriši solze, Odletel bom s pticami, Pri stari zidanici, S čolnom po reki Kolpi, Veseli samec, Veter potepuh, Želim si |
| Ansambel Azalea              | To ni več tisti fant (z Luko Žitnikom) |
| Ansambel Bobri               | Dnevi samote, Napačna zveza, Senožet moje mladosti, Življenje |
| Ansambel Braneta Klavžarja   | Kje je tisto poletje |
| Ansambel bratov Poljanšek    | Hodim po svetu |
| Ansambel Divja kri           | Ples na veselici |
| Ansambel Erazem              | Hit polka, Luč za mojim oknom, Moja pesem, Morda je bolje, da ne vem, Ta trenutek |
| Ansambel Franca Potočarja    | Pojdi sanjam naproti |
| Ansambel Gama                | Zaljubil sem se |
| Ansambel Gorski cvet         | Hvala za otroštvo |
| Ansambel Igor in Zlati zvoki | Jaz lunco vprašal bom |
| Ansambel Javor               | Čas vrtiljak, Družica, Ko boš odšla, Ni mi žal, Prijateljstvo nekaj velja, Zdaj je vse drugače |
| Ansambel Jurčki              | Snežna polka, V ljubezni ni laži, Zlato pero |
| Ansambel Korenine            | Birtova hči |
| Ansambel Lojzeta Slaka       | Deželica sonca in grozdja, Dimnikar, Glas harmonike, Glas večernih zvonov, Kadar srečam te, Lahko noč, zlatolaska, Lep je spomin, Ljubezen je večna zvezda, Mačice, Mama, prihajam domov, Mavrica, Mene naj pa sonce greje, Mnogo lepih stvari, Modre oči, Na krilih vetra, Naših 35 let, Ne bom se ženil, Nekje je kraj, Ni hotela reči ne, Nocoj je mladi mesec, Nocoj poglej v nebo, Ob srebrni reki, Povej mi, deklica, Pozabi na vse, Sanje, Pridi, pridi, Spet je pomlad prišla, Spomin na Avstralijo, Spomin na tvoj poljub, Srečno pot ti zaželim, Sto obljub, sto želja, Še enkrat, Še vedno lepa si, Tiho hiša najina stoji, V domači dolini, Vandrovček, Veseli kletar, Vijolice, Visoko nad oblaki, Vlak drvi, Vprašaj srce, Zadnjo noč v letu, Zlata cesta z morja |
| Ansambel Lun'ca              | Ni dovolj |
| Ansambel Mladi Dolenjci      | Gozdna pravljica, Nisem pozabil, Očka bom postal, Očka odhaja, Polka mora bit' okrogla |
| Ansambel Modrijani           | Babica, hvala ti (z Aleksom Frasom), Božič živi, Daleč je dom, Moja pepelka, Ribičeve sanje, Vrček za solze |
| Ansambel Navihanke           | Mora biti moj |
| Ansambel Novi spomini        | Srčna dama |
| Ansambel Okrogli muzikanti   | Po svoji poti grem, Prešat sva šla |
| Ansambel Petka               | Všeč si mi |
| Ansambel Petra Finka         | Dan, ko dež je zajokal, Kdaj bom odšel, Ko padajo zvezde, Morska pravljica, Naj bo srečen z njo, Oprosti mi, Prepozno je za vrtnice rdeče, Rada bi še plesala, Ribič, Soncu sem zaprla vrata, Še enkrat šla s teboj bi pred oltar |
| Ansambel Pogum               | Bila sva prijatelja, Nad domačo vasjo, Preža ob gozdu, Ujela me je Štajerka |
| Ansambel Popotniki           | Nad vasjo, Otočec je dragulj Dolenjske |
| Ansambel Prisrčni fantje     | Nekoč sva se imela rada |
| Ansambel Roka Žlindre        | Na skrivnostni poti |
| Ansambel Rubin               | Srce gozdarja, Za zidom pravice |
| Ansambel Spev                | Edino upanje, Fantje muzikantje, Mladenka pred vrati, Moja izabela, Ne vidim več sonca, Pet pomladi, Polna luna, Pridi pod najino brezo, V zimskih večerih, Vedno nekaj odhaja |
| Ansambel Špadni fantje       | Čeprav se razhajava, Nekoč bova skupaj |
| Ansambel Štajerci            | Brez upanja, Spoved, Veseljak |
| Ansambel Šum                 | Meje ljubezni |
| Ansambel Tonija Verderberja  | Ajdov cvet, Beli kamen ljubezni, Belokranjske lepote, Čaša sreče, Deklica z rožami, Koščeva ljubezen, Maneken, Modri lan, Moja tamburica, Na morje, Nabral sem šopek, Nad vodico, Nemirno dekle, Nič ni lepšega, Nihče ne ve, Novoletna, Ob šrangi, Objemi svoje drevo, Oglas, Pesem za spomin, Pojdi z mano, Pomladni večer, Reka najine ljubezni, Sem jo stisnil, Spomin na božični večer, Sprehajam se v dežju, Stari vlak, Temna noč, Tiho teče reka, Tisto leto, Veter je napisal pravljico, Vračam se domov, Vrni se, Vsi na ples, Za velikim morjem, Zaplešiva nocoj, Zvezde nad Vrhgoro |
| Ansambel Toplar              | Deček s tamburo |
| Ansambel Vasovalci           | Beli jorgovan, Kamen na srcu, Spomin na poletje |
| Ansambel Vesele Štajerke     | Sreča se vrne |
| Ansambel Veseli Savinjčani   | Lešniki, Naj ne gre v pozabo, Pomladna zgodba |
| Ansambel Vihar               | Jutri, Skrita simpatija |
| Ansambel Vrisk               | Preveč je belih rož |
| Ansambel Žarek               | Pozabi me |

### Knjiga
Poleg besedil za narodnozabavno glasbo je pisala tudi pesmi, kratke zgodbe in scenarije. Izdala je knjigo Dozorele sanje, v kateri je vsaj delno zbran ves njen opus. K izdaji knjige jo je spodbudila prejeta Župančičeva plaketa s strani Občine Črnomelj.

## Nagrade
Fanika Požek je prejela večje število nagrad na festivalih narodnozabavne glasbe. Med njih sodijo:
- 1998: Festival Vurberk – 1. nagrada za besedilo.
- 1999: Festival Vurberk – 1. nagrada za besedilo.
- 2000:
  - Festival Vurberk – 2. nagrada za besedilo.
  - Festival Ptuj – Nagrada za najboljše besedilo.
- 2001:
  - Festival Vurberk – 1. In 3. nagrada za besedilo.
  - Festival Ptuj – Nagrada za najboljše besedilo.
- 2002: Festival Vurberk – 1. nagrada za besedilo.
- 2003:
  - Festival Vurberk – 2. nagrada za besedilo.
  - Festival Števerjan – Nagrada za najboljše besedilo.
  - Graška Gora poje in igra – 2. nagrada za besedilo.
  - Festival Ptuj – Nagrada za najboljše besedilo.
- 2004:
  - Festival Vurberk – 3. nagrada za besedilo.
  - Graška Gora poje in igra – 1. nagrada za besedilo.
- 2005:
  - Festival Vurberk – 1. nagrada za besedilo in priznanje Turistične zveze Slovenije za najboljše besedilo na temo turističnih lepot Slovenije.
  - Graška Gora poje in igra – 1. nagrada za besedilo.
- 2006: Festival Vurberk – 1. nagrada za besedilo.
- 2007:
  - Festival Vurberk – 2. nagrada za besedilo.
  - Festival Števerjan – Nagrada za najboljše besedilo.
- 2008:
  - Festival Vurberk – 1. nagrada za besedilo.
  - Festival Števerjan – Nagrada za najboljše besedilo.
  - Graška Gora poje in igra – 2. nagrada za besedilo.
- 2009: Festival Vurberk – 1. nagrada za besedilo.
- 2010: Festival Ptuj – Nagrada za najboljše besedilo.
- 2011: Festival Števerjan – Nagrada za najboljše besedilo.
- 2012:
  - Večer slovenskih viž v narečju – Nagrada za najboljše besedilo.
  - Festival Vurberk – 1. nagrada za besedilo.
  - Festival Števerjan – Nagrada za najboljše besedilo.
- 2016: Festival Vurberk – 1. nagrada za besedilo.
- 2017: Festival Števerjan – Nagrada za najboljše besedilo.
- 2019: Festival Vurberk – 1. nagrada za besedilo.

Prejela je tudi nagrado Ferryja Souvana za življenjsko delo in nagrado Marjana Stareta za kakovostno pisanje besedil. Prav tako ji je leta 2007 Občina Črnomelj podelila Župančičevo plaketo, največje občinsko priznanje za področje literarnega ustvarjanja.